# محرك كهربائي
المحرك الكهربائي أو الموتور الكهربائي (بالإنجليزية: Electrical Motor)‏ اخترعه العالم الأنجليزي مايكل فارادي سنة 1821. وهو أحد الأجهزة كثيرة الاستخدام في عصرنا الحديث، فهو يسير الآلات في المصانع ويسير القطارات الكهربائية، كما يشغل آلات الخياطة ويدير الغسالات الكهربائية ويدير مضخات الثلاجات وغيرها. يوجد منه أنواع متعددة كبيرة وصغيرة بحيث تناسب كل استخدام.

## نبذة تاريخية
بدأ تطوير المحركات الكهربائية في بداية القرن التاسع عشر باكتشاف المغناطيس الكهربائي. ففي عام 1820م، اكتشف الفيزيائي الدنماركي هانز كريستيان أورستد أن السلك الذي يمر فيه تيار كهربائي يولـّد حوله مجالا مغنطيسيًا (حول التيار). وعند مرور التيار في سلك حلقي (مشكل في هيئة حلقة) فيكون المجال المغناطيسي المتولد أكثر شدة في داخل الحلقة ويكون اتجاه المجال عموديا على مستوى الحلقة. وفي أواخر العشرينيات من القرن التاسع عشر، أوضح الفيزيائي الأمريكي جوزيف هنري أنه يمكن ابتكار مغنطيس كهربائي أكثر قوة بلف عدة لفات من الأسلاك المعزولة حول قطعة من الحديد، أي تسلك مسلك المغناطيس.

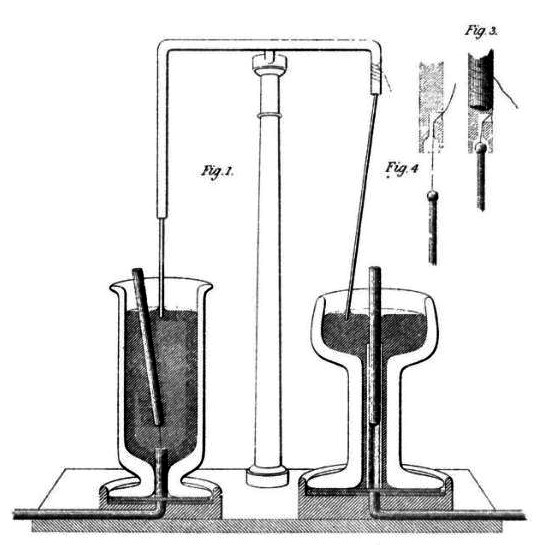
تجربة فاراداي للمحرك الكهربائي في عام 1821

وفي عام 1821م، قام الفيزيائي الإنجليزي مايكل فارادي بتعليق سلك من النحاس وأغطسه في وعاء به زئبق، وكان في الزئبق قضيب مغناطيسي. فلما مرر فاراداي تيارا كهربائيا في السلك فوجد أنه بدأ يدور حول المغناطيسي القائم في الزئبق. وتبين لفاراداي أن التيار الكهربائي تسبب في نشأة مجال مغناطيسي دائري حول السلك. تلك التجربة تستخدم لتوضيح كيفية عمل المحرك الكهربائي للتلاميذ في المدارس مع استبدال الزئبق بماء مذاب فيه ملح ليكون موصلا، لأن الزئبق مادة سامة وبخاره سام أيضا.

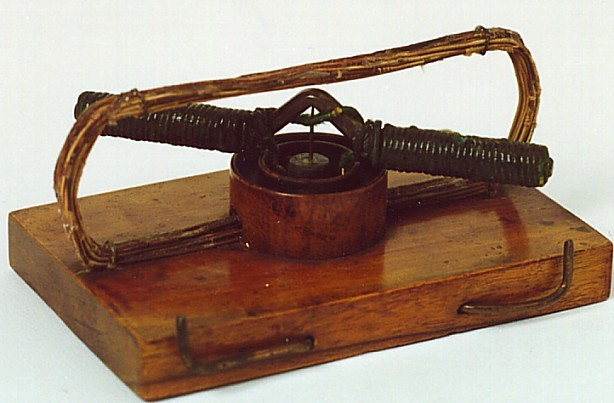
تجربة يدليك للعضو الدوار الذاتي الكهرومغناطيسي من عام 1827. (متحف بودابست للفنون التطبيقية). ولا يزال المحرك التاريخي يعمل حتى الآن.

وفي عام 1827 اجرى الفيزيائي المجري "أنيوش يدليك" تجربة استخدم فيها الملفات السلكية. وقام بتعديل في التجربة بحيث تكون المحرك من ثلاثة عناصر لمحرك يعمل بالتيار المستمر: عضو ثابت وعضو دوار، ومبادل كهربائي. هذا الجهاز لا يستخدم مغناطيسا ذاتيا، وإنما ينتج المجالان المغناطسيان من التيارين الكهربيين المارين في لفات العضو الثابت ولفات العضو الدوار.
وفي عام 1873م، ظهر أول محرك تيار مستمر ناجح تجاريا، حيث عرضه مهندس كهربائي بلجيكي يُدعى زينوب ثيوفيل جرام في فيينا.وقدم جرام أيضاً حافظة من شأنها تحسين كفاءة المحركات والمولدات الكهربائية البدائية.
وفي عام 1888م، اخترع مهندس صربي الأصل يدعى نيقولا تسلا محرك التيار المتناوب. وفي بداية القرن العشرين الميلادي، تم تطوير كثير من المحركات الكهربائية المتقدمة.
وفي العقد الأول من القرن العشرين، أجرى العديد من المهندسين والمخترعين تجارب على المحركات الكهربائية الخطية. فبدلا من الدوران تنتج مثل هذه المحركات موجة كهرومغنطيسية تستطيع مباشرة تسيير عربة. وأصبح استخدام المحرك الخطي أكثر شيوعاً بفضل العمل الرائد للمهندس الكهربائي إيريك ليثويت في الخمسينيات والستينيات من القرن العشرين.
المُحَرِّك الكهربائي: طبقا للتعريف الترموديناميكي هو آلة تحوِّل الطاقة الكهربائية إلى طاقة حركة دورانية لإنجاز شغل. وتُستَخدم المحركات الكهربائية لتشْغيل عدة آلات كهربائية ومعدات ميكانيكية مثل غسالات الملابس وأجهزة التكييف والمكانس الكهربائية ومجفِّفات الشعر وآلات الخياطة والمثاقب الكهربائية والمناشير. وتشغل أنواعٍ شتى من المحركات في القطارات والمترو وحافلات النقل العام الكهربائية (تروليباص)، كما تدير آلات المصانع والروبوتات.
ويتنوع حجم المحركات الكهربائية تنوعًا كبيرًا. فقد يكون جهازاً صغيراً يقوم بوظائفه داخل ساعة يد أو محرِّكاً ضخماَ يمد قاطرة ثقيلة بالحركة. ففي الوقت الذي تحتاج فيه الخلاطات ومعظم أدوات المطبخ الأخرى لمحركات كهربائية صغيرة لأنها تحتاج فقط لقدرة كهربائية بسيطة، تتطلب القطارات استخدام محركات أكبر وأكثر تعقيدا، ذلك لأن محرك القطار الكهربائي يبذل طاقة كهربائية كبيرة في وقت قصير لانتاج الحركة.
وبناء على نوع الكهرباء المستخدمة، هناك نوعان رئيسيان للمحركات:
1- محركات تعمل بالتيار المتردد،
2- محركات تعمل بالتيار المستمر.
ينعكس التيار المتردد اتجاه سريانه خمسين أو ستين مرة في الثانية بين السالب والموجب. وهو التيار المستعمل في المنازل. وتستعمل محركات التيار المستمر أيضاً بشكل شائع في أدوات عديدة مثل مقياس ضغط الدم والأجهزة التي تستخدم بطارية. يسير التيار المستمر في اتجاه واحد فقط (لا يتردد)، ومصدره ّ هو بطارية أو مركم. وتستخدم محركات التيار المتردد شائعا لتشغيل المعدات الميكانيكية في المصانع. كما أنه يستخدم كباديء تشغيل في محركات الاحتراق الداخلي.
كما من الممكن تحويل التيار المتردد إلى تيار مستمر، تسمى تلك العملية «تقويم التيار» وتقوم بها مقومات التيار. وبالعكس يمكن تحويل التيار المستمر إلى تيار متردد عن طريق جهاز مشابه هو المحول الكهربائي ويوجد منه الصغير والكبير.
تقنية الكهرباء والمحركات الكهربائية هي من أساسيات مدنيتنا الحديثة ولا يمكن الاستغناء عنها.
ويتكون المحرك الكهربائي الذي يعمل بالتيار المستمر من ثلاثة أجزاء: عضو ثابت كهربائي ينتج مجالا كهربائية، وعضو دوار يتكون من عدة ملفات سلكية تنتج مجالا مغناطيسيا مضادا للمجال المغناطيسي الذي ينتجه العضو الثابت فيتسبب في تحريك العنصر الدوار، والجزء الثالث هو مبادل كهربائي يعمل على تمرير التيار في لفات العنصر الدوار و«تبادل» أو «تناوب» اللفات في تلقي التيار الكهربائي، فتستمر في الدوران.

## عمل المحرك الكهربائي
يتكون المحرك الكهربائي أساسًا من مغناطيس ثابت وموصل متحرك يسمى عضو دوار. وتشكل خطوط القوى بين أقطـاب المغناطيس وعندما يمر تيـار كهربائي خلال الموصل يصبح الموصل مغناطيساً آخر. ويتنافر المجالان المغناطيسيان ويؤدي هذا التنافر إلى دوران العضو الدوار.
يعتمد تشغيل المحرك الكهربائي على ثلاثة مبادئ رئيسية:
1ـ يولِّد تيار كهربائي مجالاً مغناطيسيا في العضو الثابت،
2ـ يولد تيار كهربائي آخر مجالا مغناطيسيا في ملفات العضو الدوار. يصل التيار الكهربائي الثاني إلى ملفات العضو الدوار عن طريق مبادل كهربائي ذو تقسيمات توزع التيار المستمر.
3ـ يتجاذب المجالان المغناطيسييان أو يتنافرا فتحدث حركة العضو الدوار.
وإحدى الطرق التي توضح العلاقة بين اتجاه التيار في سلك واتجاه المجال المغناطيسي الناشيء هي قاعدة اليد اليمنى .

## أجزاء المحرك الكهربائي

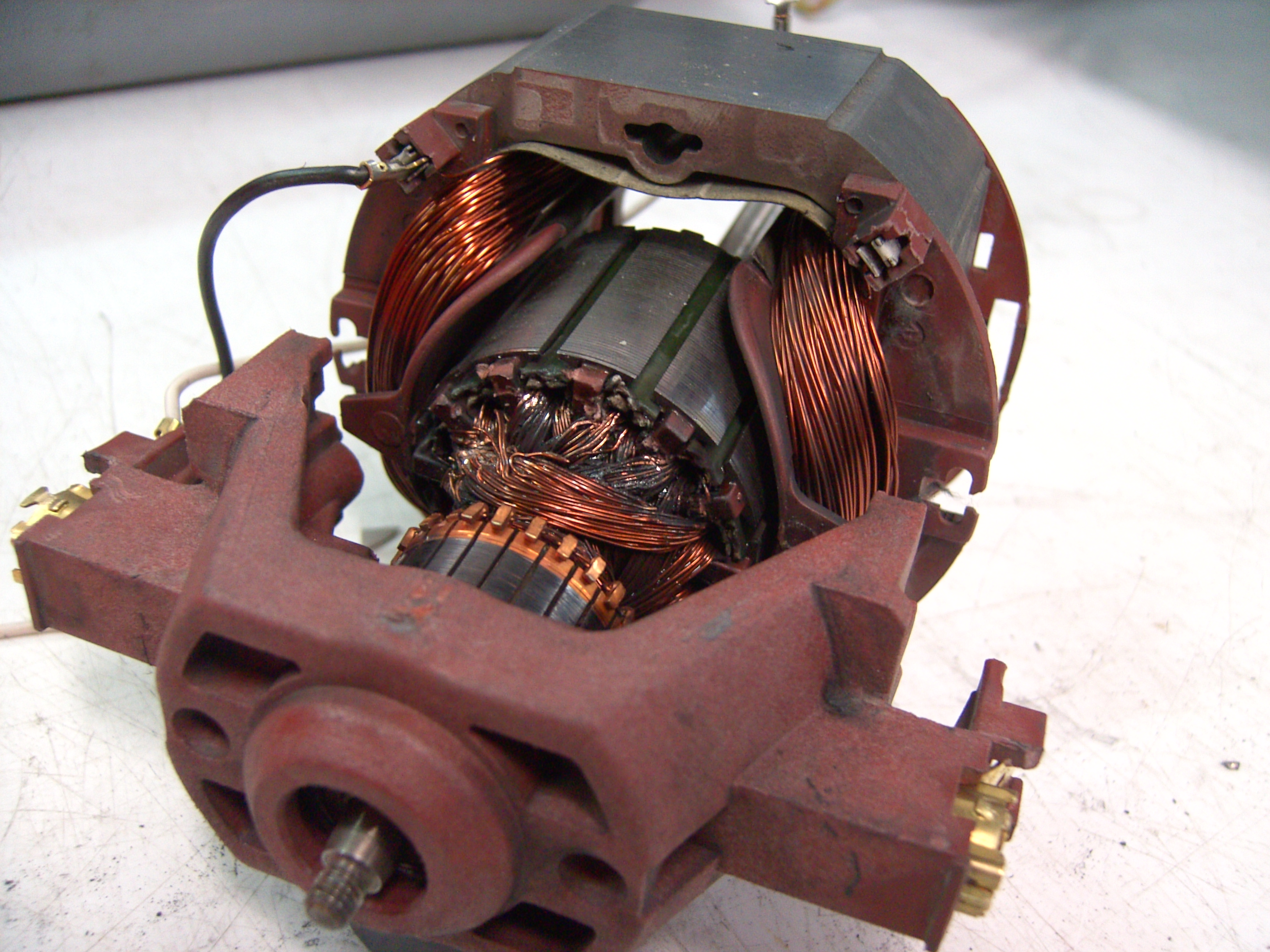
محرك كهربائي لمكنسة كهربائية. ملفي العضو الثابت نحاسية على الجهتين (الملف الثالث مختفي). العضو الدوار يتكون من تقسيمات حديدية (رمادي) بينها شقوق لاحتواء سلك ملفات العضو الدوار. المبادل الكهربائي (في الأمام، مختفي بعض الشيء) يشتمل على تقسيمات معدنية كل اثنين منها متقابلان لتوصيل التيار إلى أحد ملفات الدوار. تدخل فرشتي نقل التيار لتلامس تقسيمات المبادل المعدنية من الجزئين الأماميين (يمين ويسار وهما هنا من البلاستيك) فيدور الدوار، ويحمل محوره كرسي تحميل (في الأمام).

يتكون المحرك الكهربائي البسيط من موصل كهربائي دوار (عضو دوار)، موضوع بين قطبين شمالي وجنوبي لمغناطيس ثابت في شكل حدوة الحصان. ويعرف الموصل باسم العضو الدوار (ويسمى أحيانا الحافظة: حافظة (غلاف الأرماتور)، بينما يعرف المغناطيس الثابت باسم بِنْيَة المجال (العضو الثابت). وهناك أيضًا المبادل الكهربائي المثبت على محور العضو الدوار ويمد لفات العضو الدوار بالتيار.
العضو الثابت: بنية المجال، تولد ملفات العضو الثابت مجالاً مغناطيسياً داخل المحرك، حيث يتكون المجال المغناطيسي من خطوط قوى توجد بين قطبي المغناطيس الثابت. وتتكون بنية المجال في محرك التيار المستمر البســيط من مغناطيس دائم يسـمى مغناطيس المجال. وفي بعض المحركات الأكبر حجماً والأكثر تعقيدا تتركب بنية المجال من أكثر من مغناطيس كهربائي واحد تتغذى بالكهرباء من مصدر خارجي. وتسمى مثل هذه المغانط الكهربائية ملفات المجال الثابت.
العضو الدوار أو الحافظة: العضو الدوار يكون ملفا أسطواني أو عدة ملفات في مجموعها اسطونية الشكل وهي تكوّن مغناطيسا كهربائيًا عندما يمر التيار فيها. ويتصل بالعضو الدوار محور مرتكز على كرسيين تحميل، ويوصل الحمل بهذا المحور فيدور الحمل.
يدور العضو الدوار في محركات التيار المستمر البسيطة الصغيرة بين قطبي المغناطيس (سواء كان مغناطيسا ذاتيا أو مغناطيس كهربائي) حيث يتجاذب قطب الدوار المغناطيسي الشمالي مع القطب الجنوبي للعضو الثابت، والجنوبي في هذا مع الشمالي في ذاك. ثم ينعكس عندها اتجاه التيار لتغيِّر قطب الدوار الشمالي ليجعله قطباً جنوبيا، فيتنافر القطبان الجنوبيان، مما يجعل الحافظة تقوم بنصف دورة. يتم عكس التيار عن طريق مبادل كهربائي - عبارة عن حلقة معدنية مقسومة إلى عدة أجزاء تلامس كل اثنين منهما فرشتين ناقلتين للتيار من الخارج ويقوم المبادل بتوصيل التيار إلى ملفات العضو الدورار. وبعكس التيار في العضو الدوار عن طريق المبادل يصبح قطباه مقابليْن للقطبين المختلفين لمجال العضو الثابت فتكتمل حركة الدوار ويتم دورة كاملة. وبتبديل اتجاه التيار المستمر في ملف الدوار يستمر العضو الدوار في الدوران.
وفي كل مرة ينعكس فيها اتجاه التيار (عمليا يدخل التيار في الملف من اليمين ويخرج من اليسار باستمرار ولكن أثناء ذلك يكون المبادل قد دار نصف دورة مع الملف المعني، فيصبح اتجاه التيار الداخل معاكسا لاتجاهه الأول)، تدور الحافظة (العضو الدوار) نصف دورة. وعندما تدور الحافظة فإنها تقطع خطوط القوى المغناطيسية التي يولِّدها مجال العضو الثابت. فينتج جهد كهربائي في الملف. وهذا الجهد الكهربائي يسمى القوة الدافعة الكهربائية المعاكسة التي تقلِّل من سرعة دوران الحافظة، كما أنها تقلل من التيار الذي تحمله. فإذا كان المحرك يدير حملاً بسيطاً فإن الحافظة ستدور بسرعة عالية وتولِّد قوة دافعة كهربائية معاكسة أكبر. وعندما يزداد الحمل تدور الحافظة أبطأ حيث تقطع عدداً أقل من خطوط القوى المغناطيسية. وعلى ذلك، فإن المحرك الذي يحمل حملاً أكبر يعمل بكفاءة أكثر لأنه يستخدم طاقة أقل لبذل شغل.
المبادل الكهربائي: يستخدم المبادل بصفة أساسية في محركات التيار المستمر، حيث يعكس اتجاه التيار في العضو الدوار عند دورانه فهو يقوم بتوصيل التيار بين مصدر الكهرباء إلى ملفات العضو الدوار. ويتكون المبادل في محرك التيار المستمر من حلقة مقسمة إلى جزءين على الأقل، ومثبتة في عمود الإدارة المتصل بالعضو الدوار. وتتصل نهاية كل ملف من ملفات العضو الدوار بجزئين من تقسيمات الحلقة المعدنية (يشكلان قطبين متقابلين [أنظر الشكل أسفله]).
يوصل التيار القادم من المصدر الخارجي بالمبادل عن طريق سلكين وقطعتين صغيرتين من الجرافيت تسمى «الفرشتين» وتلامس جزئين متقابلين من تقسيمات المبادل. ويدخل التيار من فرشاة إلى الملف، وتوجد فرشاة أخرى في الجانب الآخر للمبادل يخرج منها التيار من اللفة ويعود التيار إلى مصدر الكهرباء. وعندما تتصل إحدى الحلقات مع الفرشاة الأولى، تلتقط التيار الكهربائي من الفرشاة وترسله عبر الحافظة، وعندما تقع الأقطاب المغناطيسية التي تتكون على الحافظة بعض الأقطاب المتشابهة لمغنطيس المجال، تدور الحافظة نصف دورة مارة بإحدى الفجوات التي تفصل الحلقات . ثم تتصل الحلقة الثانية من المبادل مع الفرشاة الأولى وتصبح حاملة للتيار إلى الحافظة، وبهذا ينعكس اتجاه التيار كما ينعكس موضع الأقطاب في الحافظة. وعندما تتقابل الأقطاب المتشابهة للمجالين المغناطيسيين للعضو الثابت والحافظة تستمر الحافظة في الدوران نظرا لتنافر مجالاهما المغناطيسي.

## أنواع المحركات الكهربائية

رسم توضيحي لعمل محرك كهربائي بالتيار المستمر. المبادل هنا مقسوم إلى جزئين (بني اللون)

أجزاء محرك التيار المستمر المصدر الشائع لقدرة المحرك هو التيار المستمر من البطارية. ولأن التيار المستمر يسير في اتجاه واحد، فإن محركات التيار المستمر تعتمد على مبدلات ذات حلقات مشقوقة لتوصيل التيار المستمر إلى ملف الدوار. حلقات المبدل المشقوقة تكون معدنية ومثبتة على المحور ومعزولة عنه. وتلتقط التيار من البطارية وتوصلة إلى الحلقات وبالتالي إلى الملف الدوار بواسطة فرشتين .
ابتكر من المحركات الكهربائية نوعين أساسيين هما:
1- محرك تيار مستمر
2- محرك تيار متردد

### محرك تيار مستمر
محركات التيار المستمر: تحتاج محركات التيار المستمر إلى مبادل كهربائي يقوم بعكس اتجاه التيار. وهناك ثلاثة أنواع رئيسية من محركات التيار المستمر وهي: محركات توالي، وتوازي، ومُركبة. والاختلاف الرئيسي فيما بينها هو في ترتيب الدائرة بين العضو الدوار وبين العضو الثابت.
ففي محركات التوالي، يتصل كل من العضو الدوار ومغناطيس المجال كهربائيا على التوالي. ويسري التيار خلال مغنطيس المجال ثم في ملفات العضو الدوار. وعندما يسري التيار خلال البنية بهذا الترتيب يزيد قوة المغانط. وتبدأ محركات التوالي العمل سريعاً، حتى وإن كانت تعمل على حِمْل ثقيل، رغم أن هذا الحمل سيقلل من سرعة المحرك.
وفي محركات التوازي، يُوصَّل كل من المغناطيس والعضو الدوار على التوازي. ويسري جزء من التيار خلال المغناطيس الكهربائي بينما يسري الجزء الآخر خلال ملف العضو الدوار . يلف سلك رفيع معزول حول مغناطيس المجال عدة مرات من أجل زيادة مغناطيسيتة. ويتسبب إنشاء المجال المغناطيسي بهذه الطريقة مقاومة للتيار. وتعتمد قوة التيار ودرجة المغنطيسية تبعاً لذلك، على مقاومة السلك بدلا من حِمْل المحرك.
ويعمل محرك التوازي بسرعة ثابتة بغض النظر عن الحِمْل، ولكن إذا كان الحمل كبيرا جداً تحدث مشاكل للمحرك عند بدء التشغيل.
وللمحرك المُرَكَّب مجالان مغنطيسيان متصلان بالعضو الدوار، أحدهما على التوالي والآخر على التوازي. وللمحركات المركبة مميزات كلً من محرك التوالي ومحرك التوازي، إذ يسهل بدء تشغيلها مع حمل كبير، وتحافظ على سرعة ثابتة نسبياً حتى ولو زاد الحمل فجأة.

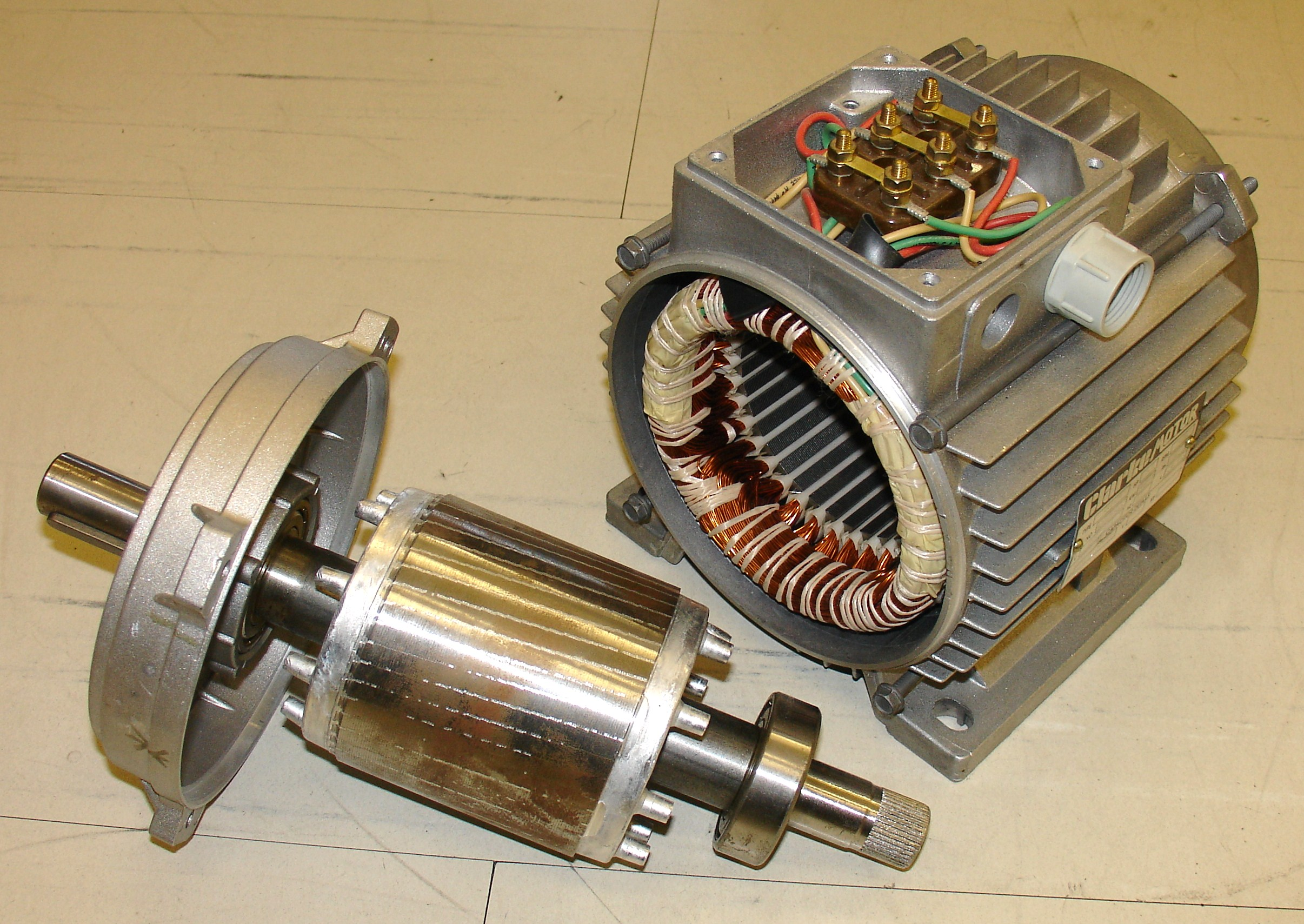
أجزاء محرك كهربائي يعمل بالتيار المتردد قدرته 750 واط.

### محرك التيار المتردد
من محركات التيار المتردد أنواع يعمل بعضها بالتيار المتردد العادي، وأنواع كبيرة تعمل بتيار ثلاثي الأطوار .
لا تحتوي معظم محركات التيار المتردد على مبدلات، لأن التيار المتولد في العضو الدوار يتولد بالحث. المحرك الحثي أو المحرك غير تزامني هو محرك تيار متردد ينشأ في عضوه الدوار تيار ناتج عن حث المجال المغناطيسي لملفات العضو الثابت، فيجعله يدور. بذلك لا يحتاج المحرك الحثي لـ مبادل ولا يحتاج إلى إثارة (مغناطيسية) كما هو الحال بالنسبة إلى محرك التيار المستمر أو المحرك العام أو محرك التزامن . ويشكل العضو الدوار كأحد نوعين من التشكيلات: دوار قفص سنجابي SCIM أو دوار ذو ملفات WRIM.
ويوجد محرك شائع الاستخدام يعمل بتيار متردد ثلاثي الأطوار ويتكون عضوه الدوار من دوار قفصي سنجابي . يستخدم كثيرا في الصناعة لمتانته واقتصاديته واستدامته . وأما محرك التيار المتردد العادي - تيار متردد أحادي الطور - فهو يشتغل بقدرة أقل ويستخدم في الآلات البسيطة مثل محرك طلمبة الثلاجة أو في المراوح والغسالات الكهربائية . وهي تعمل غالبا ب محول تردد variable-frequency drive ، ويعمل جهاز مبدل التردد بغرض تقليل استهلاك الطاقة ويتيح للمحرك العمل بسرعات مختلفة - وهذا ما تعنيه صفة محرك «غير تزامني». ويكثر استخدام المحركات ذات دوار القفص السنجابي عند سرعات ثابتة وكذلك لسرعات متغيرة مع استخدام محول تردد.

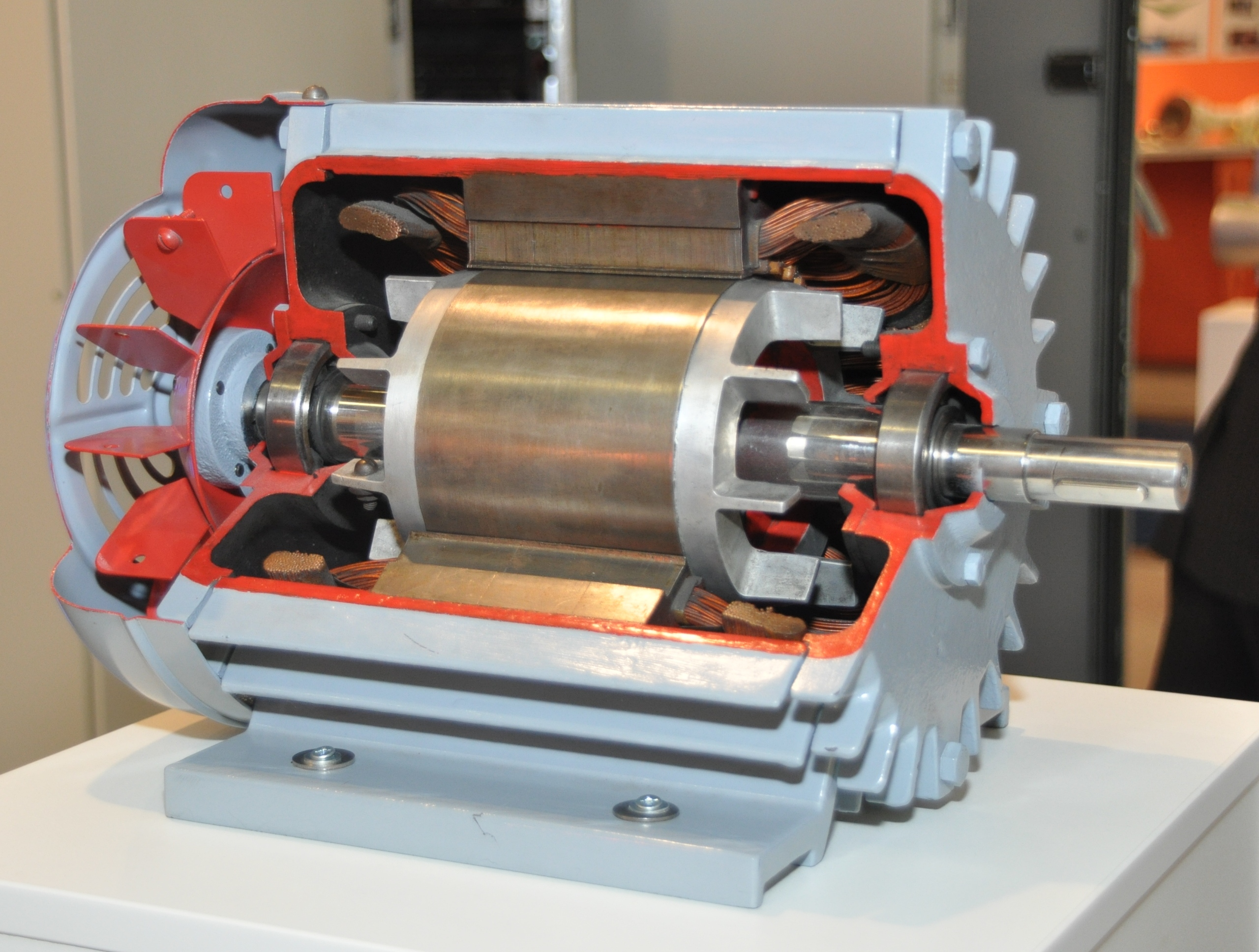
مقطع في العضو الثابت لمحرك كهربائي يعمل بالحث. القلب يتكون من العضو الدوار، ويحمله كرسيان تحميل (على يمين واليسار).

يسمى الملف الدوار في محرك التيار المتناوب عادة العضو الدوار. أما الجزء الساكن (الثابت) الذي يشتمل على مغناطيس المجال (أو ملفات المجال) فيشار إليه باسم العضو الثابت.
محركات التيار المتناوب سهلة الصنع، ومريحة في الاستعمال وبعضها لا يحتاج إلى مبدلات . ويعمل معظمها بمخارج التيار الموجودة في المنازل.

### محرك تيار متردد غير تزامني
لكي يدور محرك تيار ترددي ذو طور واحد فهو يحتاج إلى حقل مغناطيسي دوار يقوم بانتاجه من الحقل الأساسي ولكنه يكون منزاح الطور بالنسبة له. ويتم الحصول على هذا عن طريق مكثف (في حالة محرك مكثف) أو عن طريق ملف متصل مباشرة بمصدر التيار (في حالة محرك القطب المشقوق).
وفي كلتا الحالتين يمكن منع التيار المساعد بعد بدء الحركة إما يدويا أو بواسطة وصلة زمنية أو مفتاح مغناطيسي أو غيرها ويقوم بمنع التيار عن المكثف عند وصول سرعة دوران المحرك إلى السرعة المطلوبة.
محرك مكثف:

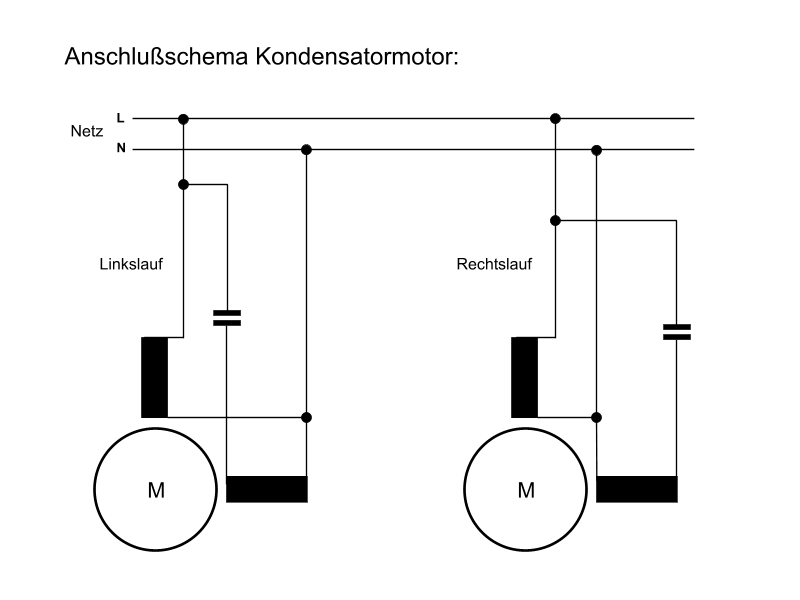
توصيلا ممكنة للمحرك والمكثف ، ينشأ منها حقل مغناطيسي دوراني.

بالنسبة إلى المحرك ذو مكثف يوصل الملف الأساسي بمصدر الكهرباء (مثل مصدر الكهرباء في البيوت)، ويوصل ملف مساعد عن طريق مكثف على التوالي مع المصدر . ينشأ مجال مغناطيسي دوار بيضوي الشكل يعمل على دوران العضو الدوار، ولكنه لا يساعد على حركة منتظمة . وبالنسبة إلى قدرة عالية فيكون البدء عن طريق توصيل مكثف كهرلي (كبير) يقوم مفتاح مغناطيسي بمنع التيار عنه عند وصوله إلى سرعة الدوران المطلوبة.
كما يمكن تشغيل آلة تيار ثلاثي الأطوار بواسطة تيار متردد أحادي الطور وذلك عن طريق توصيلها بمكثفات (أنظر دارة شتاينمتز).

## أنواع محركات التيار المتردد
ابتكر من محركات التيار المتردد عدة أنواع تفي الاستخدام البسيط مثلما في الاستخدامات المنزلية كشفاطات الغبار، ومجففات الشعر، ومحركات الغسالات الكهربائية والمراوح وغيرها وهذه تعمل بجهد متردد عادي قدره 110 أو 220 فولت. ومنها الكبير الذي يستخدم في تشغيل آلات المصانع، أو تسيير مترو النقل العام والقطارات الكهربائية، التي تصل سرعاتها 350 كيلومتر في الساعة. تلك المحركات الكبيرة المستخدمة في المترو والقطارات تسمى محرك جر وهي تعمل بجهود أعلى كثيرا قد تصل إلى 3000 فولت.
ابتكر من محركات التيار المتردد عدة أنواع للأغراض المختلفة . الأنواع هي:
1- محرك تيار متردد عادي
2- محرك تيار ثلاثي الأطوار
3- محرك تزامن
4- محرك حثي ويسمى أيضا محرك غير تزامني .
معظم محركات التيار المتردد الشائعة محركات حثية ومحركات متزامنة.
يتكون العضو الدوار في المحرك الحثي من دوار قفص سنجابي، وهو مكون من قلب حديدي أسطواني به فتحات في جانبه طوليا. وتثبت قضبان من الألمونيوم أو النحاس (أو تصب) في هذه الفتحات وتُربط بحلقتين نحاسيتين سميكتين مثبتتين على قاعدتي الأسطوانة، فيكون شكلها مشابها للقفص. ولا يتصل العضو الدوّار مباشرة بمصدر الكهرباء الخارجي. ويسري التيار المتردد من المصدر في ملفات المجال في العضو الثابت ويولد مجالاً مغناطيسيا دواراً. هذا المجال يولد تيارًا حثيا في العضو الدوار مما ينتج عنه مجالا مغنطيسيا آخر. ويتفاعل المجال المغناطيسي الناشئ من العضو الدوار مع المجال المغناطيسي المتولد من العضو الساكن، مُسبِّبًا حركة العضو الدوار.

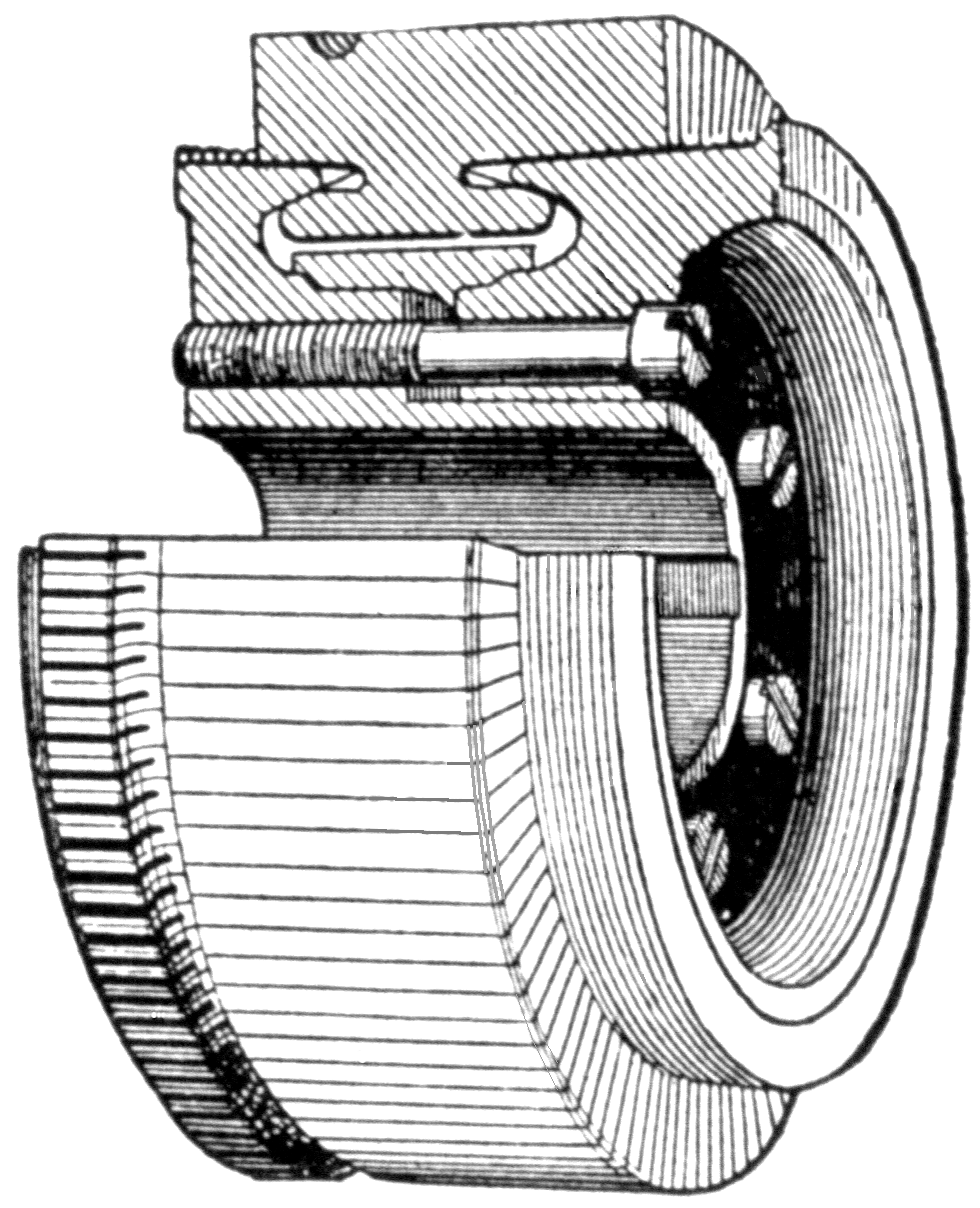
مقطع في مبادل كهربائي مفكك تحت التصليح.

يولِّدُ العضو الساكن في المحرك التزامني مجالاً مغنطيسياً دواراً. ولكن العضو الدوار يستقبل التيار مباشرة من مصدر كهربائي خارجي بدلاً من اعتماده على المجال المغنطيسي الناشئ من العضو الساكن لتوليد تيار كهربائي. ويتحرك العضو الدوار بسرعة ثابتة متزامنة مع المجال الدوار للعضو الساكن. وتتناسب السرعة مع التردد الذي ينعكس به التيار المتناوب الناشئ من العضو الساكن. وحيث أن التردد ثابت دائما فإن المحركات التزامنية، مثلها مثل محركات التيار المركبة، لها سرعة ثابتة حتى في وجود حمل متغير. وتستهلك تلك المحركات أيضاً طاقة أقل، وتعتبر مثالية للساعات والتلسكوبات التي تتطلب توقيتا دقيقاً ودورانًا هادئًا.
المحركات العامة. تصنع المحركات العامة بحيث تعمل إما على التيار المستمر وإما على التيار المتناوب. ويستخدم المحرّك العام المُبدِّل ويشبه تكوينه الأساسي تصميم محرك التوالي ذي التيار المستمر. ففي حالة التيار المستمر، تعمل وكأنها محرك تيار مستمر على التوالي. وإذا استعمل التيار المتناوب تنعكس الأقطاب المغنطيسية للحافظة ولملفات المجال مع انعكاس تردد التيار. والمحركات العامة شائعة الاستعمال في الأجهزة المنزلية نظراً لمرونتها.
- محرك خطوي
- محرك الممانعة: يعمل في الغسالات الكهربائية وفي المكانس الكهربائية

## اقرأ أيضا
- محرك جر
- محرك قطب مشقوق
- تيار أحادي الطور
- السيرفو
- محرك أحادي القطب
- دارة نجمية
- تيار ثلاثي الطور
- عدد أزواج الأقطاب
- خط جهد عالي
- نقل الكهرباء
- مشغل دوار
- مغناطيس كهربي
- طور الموجة
- صمام التحكم الغازي
- تيار متردد
- آلة قطب ذراعي
- دوار قفص سنجابي
- نقطة تشغيل
- جهاز التحكم في الجهد
- معدل الطاقة